# 東旭川町
東旭川町（日语：／ Higashi-asahikawa chō */?）為過去位於北海道上川支廳中部的行政區劃。已於1963年8月15日併入旭川市。

## 歷史
- 1898年9月6日：從永山村分村。[1]
- 1906年4月1日：成為北海道二級村。
- 1909年4月1日：成為北海道一級村制。
- 1942年9月10日：部份區域併入旭川市。
- 1959年8月15日：改制為東旭川町。
- 1963年8月15日：併入旭川市。

## 交通

### 鐵路
- 國鐵石北本線：北日之出車站 - 櫻岡車站
- 旭川電氣軌道東旭川線：愛宕車站 - 一丁目車站 - 二丁目車站 - 役場前車站 - 四丁目車站 - 五丁目車站

## 本地出身之名人
- 加藤建夫：日本軍人，於第二次世界大戰期間擔任飛行員戰死，戰死後被稱為軍神。